# Гоянезия (футбольный клуб)
«Гояне́зия» (порт.-браз. Goianésia Esporte Clube) — бразильский футбольный клуб, представляющий одноимённый город штата Гояс. В 2021 году клуб выступал в Серии D Бразилии.

## История
Клуб основан 26 июня 1955 года, домашние матчи проводит на арене «Валдеир Жозе де Оливейра», вмещающей 2 500 зрителей. В 2013 году клуб занял в чемпионате штата Гояс 3-е место. Этот успех дал право клубу в 2013 году дебютировать в Серии D чемпионата Бразилии, где он занял 22-е место. В 2020 году «Гоянезия» занял в чемпионате штата второе место, что стало лучшим результатом в истории клуба.
| Выступления в чемпионатах Бразилии |          |       |
| Год                                | Дивизион | Место |
| 2013                               | Серия D  | 22-е  |
| 2014                               | Серия D  | 30-е  |
| 2015                               | Серия D  | 34-е  |
| 2016                               | Серия D  | 68-е  |
| 2020                               | Серия D  | 14-е  |
| 2021                               | Серия D  | 34-е  |

## Достижения
- Вице-чемпион штата Гояс (1): 2020
- Чемпион второго дивизиона штата Гояс (1): 1985